# Эггар, Саманта
Виктория Луиза Саманта Мария Элизабет Тереза Эггар (англ. Victoria Louise Samantha Marie Elizabeth Therese Eggar; 5 марта 1939, Лондон, Великобритания) более известная как Саманта Эггар — британская актриса. Призёр Каннского кинофестиваля и премии «Золотой глобус». Номинировалась на «Оскар» за главную роль в фильме «Коллекционер» по роману Джона Фаулза.
Эггар также работала актрисой озвучивания, озвучивая Геру в фильме Walt Disney Pictures «Геркулес» (1997). Она так же озвучивала несколько видеоигр, в том числе Gabriel Knight 3: Blood of the Sacred, Blood of the Damned и James Bond 007: Nightfire. Её телевизионная работа включает роли в «Острове фантазий» и повторяющуюся роль Шарлотты Дивейн в мыльной опере «Все мои дети» в 2000 году.

## Биография

### Ранние годы
Саманта Эггар родилась в северном Лондоне, районе Хампстед, в семье британского бригадира Ральфа Эггара и его жены Мюриэль, предками которой были датчане и португальцы. Её детство прошло в графстве Бакингемшир. В 5 лет она отправилась в женский монастырь, где жила до 17. Увлечение сценой началось в школьных пьесах и концертах.
Мать Саманты была против обучения в Королевской академии искусств, но разрешила дочери окончить художественную школу, а затем школу драматического искусства Веббера Дугласа в Лондоне. Первой её пьесой стала шекспировский «Сон в летнюю ночь».

### Карьера
В 1961 году на сцене Королевского театра в Лондоне Саманту Эггар заметила кинопродюсер, пригласившая её на роль в фильме «Дикие и жаждущие» с Джоном Хёртом и Йеном Макшейном.
В 1965 году роль Миранды Грей в фильме «Коллекционер» принесла актрисе несколько престижных номинаций, премию «Золотой глобус» и приз Каннского фестиваля. В 60-х Саманта сыграла главные роли в таких фильмах как комедия с Кэри Граном «Иди, а не беги» и мюзикл с Рексом Харрисоном «Доктор Дуллитл». В 1970 году в фильме «Молли Мэгуайрес» вместе с ней играли Шон Коннери и Ричард Харрис, а в 1972 году актриса исполнила главную женскую роль в телесериале телеканала CBS «Анна и король», роль короля в котором сыграл Юл Бриннер.
В 1980 году Канадская киноакадемия отметила участие Саманты в экспериментальном фильме Дэвида Кроненберга «Выводок», где вместе с ней сыграл также Оливер Рид.
Саманта Эггар выступала приглашенной актрисой в нескольких десятках телесериалах среди которых: «Санта-Барбара», «Звёздный путь: Новое поколение», «Она написала убийство», «Коломбо», «Отель», «Корабль любви». В 2005—2006 она сыграла одну из ролей второго плана в американском телесериале «Главнокомандующий».

### Личная жизнь
В 1964 году Саманта вышла замуж за американского актёра Тома Стерна. Их дочь Дженна — актриса, а её брат Николас — кинопродюсер. В 1971 году пара развелась.

## Фильмография
- 1999 — Жена астронавта / The Astronaut’s Wife — доктор Патраба
- 1996 — Фантом / The Phantom — Лилли Палмер
- 1993 — Тайны фирмы / The Secrets of Lake Success (мини-сериал) — Диана Уэстли
- 1992 — Свести счёты / Round Numbers — Анна
- 1992 — Чёрный конь / Dark Horse — миссис Кёртис
- 1990 — Призрак в Монте-Карло / A Ghost in Monte Carlo (телефильм) — Жанна
- 1987 — Любовь среди воров / Love Among Thieves (телефильм) — Соланж Дюлак
- 1983 — Занавес / Curtains — Саманта Шервуд
- 1982 — Жаркое прикосновение / The Hot Touch — Саманта О’Браейн
- 1980 — Экстерминатор / The Exterminator — доктор Мэган Стюарт
- 1979 — Выводок / The Brood — Нола Ка
- 1977 — Коломбо — Colombo
- 1977 — Жуткие создания / The Uncanny — Эдина Гамильтон
- 1976 — Семипроцентный раствор / The Seven-Per-Cent Solution — Мэри Морстэн Уотсон
- 1973 — Двойная страховка / Double Indemnity (телефильм) — Филлис Дитрихсон
- 1972 — Анна и король / Anna and the King (телесериал) — Анна Оуэнс
- 1971 — Маяк на краю света / The Light at the Edge of the World — Арабелла
- 1970 — Дама в очках и с ружьем в автомобиле / The Lady in the Car with Glasses and a Gun — Дэниель Ланг
- 1970 — Молли Мэгуайрес / The Molly Maguires — Мэри Рейнс
- 1967 — Доктор Дулиттл / Doctor Dolittle — Эмма Фэйрфакс
- 1966 — Иди, а не беги / Walk Don’t Run — Кристина Истон
- 1965 — Коллекционер / The Collector — Миранда Грей
- 1964 — Психея 59 / Psyche 59 — Робин
- 1962 — Доктор Криппен / Dr. Crippen — Этель Ле Нёв
- 1962 — Дикие и жаждущие / The Wild and the Willing — Джози

## Награды и номинации

### Номинации
- 1966 — Оскар — Лучшая женская роль — Коллекционер
- 1980 — Genie Awards — Лучшая иностранная актриса — Выводок

### Награды
- 1965 — Каннский кинофестиваль — Лучшая женская роль — Коллекционер
- 1966 — Золотой глобус — Лучшая актриса в драматическом кинофильме — Коллекционер